# Grand Prix Formule 1 van São Paulo
De Grand Prix van São Paulo (Portugees: Grande Prêmio de São Paulo) is een Formule 1-wedstrijd die vanaf het seizoen 2021 wordt gereden op het Autódromo José Carlos Pace (Interlagos). De race komt op de kalender ter vervanging van de Grand Prix van Brazilië, die door problemen met de organisator werd afgelast. De organisatie van de Grand Prix van São Paulo heeft een contract tot en met 2030 om jaarlijks een race te mogen organiseren.

## Winnaars van de Grands Prix
| Jaar | Coureur        | Constructeur               | Locatie    | Verslag |
| ---- | -------------- | -------------------------- | ---------- | ------- |
| 2024 | Max Verstappen | Red Bull Racing-Honda RBPT | Interlagos | Verslag |
| 2023 | Max Verstappen | Red Bull Racing-Honda RBPT | Interlagos | Verslag |
| 2022 | George Russell | Mercedes                   | Interlagos | Verslag |
| 2021 | Lewis Hamilton | Mercedes                   | Interlagos | Verslag |

## Winnaars van de Sprint
| Jaar | Coureur         | Constructeur               | Locatie    | Verslag |
| ---- | --------------- | -------------------------- | ---------- | ------- |
| 2024 | Lando Norris    | McLaren-Mercedes           | Interlagos | Verslag |
| 2023 | Max Verstappen  | Red Bull Racing-Honda RBPT | Interlagos | Verslag |
| 2022 | George Russell  | Mercedes                   | Interlagos | Verslag |
| 2021 | Valtteri Bottas | Mercedes                   | Interlagos | Verslag |

2021 · 2022 · 2023 · 2024 · 2025 · 2026 · 2027 · 2028 · 2029 · 2030